# Canottaggio ai Giochi della VIII Olimpiade - Due con maschile
La competizione del due con maschile dei Giochi della VIII Olimpiade si è svolta nel Bassin d'Argentuil lungo la Senna a Parigi  dal 15 al 17 luglio 1924.

## Risultati

### Batterie
Si disputarono il 15 luglio, i primi due equipaggi avanzarono alla finale.
| Pos. | Nazione     | Atleti                                            | Tempo  |
| ---- | ----------- | ------------------------------------------------- | ------ |
| 1    | Francia     | Eugène Constant - Raymond Talleux Marcel Lepan    | 7'36"6 |
| 2    | Stati Uniti | Leon Butler - Harold Wilson Ed Jennings           | 7'41"0 |
| 3    | Belgio      | Alphonse Dewette - Eugène Gabriels Marcel Wauters | n/d    |

| Pos. | Nazione  | Atleti                                                 | Tempo  |
| ---- | -------- | ------------------------------------------------------ | ------ |
| 1    | Svizzera | Édouard Candeveau - Alfred Felber Émile Lachapelle     | 7'43"0 |
| 2    | Italia   | Ercole Olgeni - Giovanni Scatturin Gino Sopracordevole | 7'45"2 |

### Finale
Si disputò il 17 luglio.
| Pos.    | Nazione     | Atleti                                                 | Tempo  |
| ------- | ----------- | ------------------------------------------------------ | ------ |
| Oro     | Svizzera    | Édouard Candeveau - Alfred Felber Émile Lachapelle     | 8'39"0 |
| Argento | Italia      | Ercole Olgeni - Giovanni Scatturin Gino Sopracordevole | 8'39"1 |
| Argento | Stati Uniti | Leon Butler - Harold Wilson Ed Jennings                | n/d    |
| 4       | Francia     | Eugène Constant - Raymond Talleux Marcel Lepan         | n/d    |